# Kanton Gaillac
Kanton Gaillac is een kanton van het Franse departement Tarn. Kanton Gaillac maakt deel uit van het arrondissement Albi en telde 17.728 inwoners in 2020.

## Gemeenten
Het kanton Gaillac omvatte tot 2014 de volgende 12 gemeenten:
- Bernac
- Brens
- Broze
- Castanet
- Cestayrols
- Fayssac
- Gaillac (hoofdplaats)
- Labastide-de-Lévis
- Lagrave
- Montans
- Rivières
- Senouillac

Bij de herindeling van de kantons door het decreet van 17 februari 2014, met uitwerking op maart 2015, werden enkel de gemeenten:
- Gaillac
- Brens
- Broze

weerhouden. De overige gemeenten werden opgenomen in het nieuwe  kanton Deux Rives.